# Société pour la promotion de la relève musicale de l'espace francophone
La Société pour la promotion de la relève musicale de l’espace francophone (SOPREF) était un organisme québécois voué à la promotion des musiques émergentes fondé en 1998 par Caroline St-Hilaire, Manon Moreau, François Nadeau et Jean-Robert Bisaillon. L’organisme a fermé ses portes en 2009. Sa mission et ses services sont maintenant assurés par la SPACQ.

## Mission
À sa fondation en 1998, la SOPREF s’est donné comme mission « […] de soutenir la professionnalisation des structures et créateurs musicaux en émergence, des praticiens amateurs et travailleurs autonomes du secteur et d'« Offrir une visibilité et une promotion aux artistes des musiques amplifiées dans le but de les faire connaître et apprécier à un plus large public, en particulier le jeune public ». De ces objectifs, plusieurs initiatives à l’intention des artistes émergents et autoproduits verront le jour. Ainsi la SOPREF fonde en 2000 LOCAL Distribution (distributeur de disque coopératif), crée le Centre d'information sur les musiques émergentes (CIME), publie Le bottin des Musiques Amplifiées, le guide Autoprod 101 : Guide d'autoproduction de l'enregistrement sonore et offre à ses membres une gamme de formations portant sur les enjeux de l’autoproduction d’enregistrements sonores et de concert.

## Historique
La Société pour la promotion de la relève musicale de l’espace francophone (SOPREF) voit le jour en 1998 afin de répondre à la principale recommandation formulée par le Forum des musiques amplifiées (FDMA) soit « la mise sur pied d’une association spécifique aux créateurs et structures des musiques amplifiées et émergentes » et s’inspire de son homologue français, Le Centre d’information et de ressources pour les musiques actuelles (IRMA).
C’est en 2000, sous la gouverne de David Laferrière, que naîtra l’initiative qui deviendra « la pierre d’échoppe de l’association », soit LOCAL Distribution. LOCAL Distribution, en offrant un service de distribution de CD en magasins à des artistes non signés, a permis à une nouvelle génération musicale au Québec de prendre d’assaut les réseaux traditionnels. Ainsi des artistes tels que Les Cowboys Fringants, Dobacaracol, Malajube, Les Trois Accords et DJ Champion auront été distribués par LOCAL Distribution et soutenus par la SOPREF avant de signer leur premier contrat de disque.
En automne 2001, dans le cadre de la Saison de la France au Québec, la SOPREF organise l'accueil d'une délégation de représentants du secteur des musiques actuelles, au nombre desquels on trouve Philippe Berthelot (Fédurok), Gilles Castagnac (IRMA), Philippe Couderc (Vicious Circle Records, Abus dangereux). 
Par ailleurs, la SOPREF a publié de 2003 à 2008 les CD compilations "Québec Émergent" qui étaient offertes gratuitement chez les disquaires indépendants et à la location de voitures Communauto. Des artistes tels que Arcade Fire et Patrick Watson (Québec Émergent 2004), Karkwa, Yann Perreau et Damien Robitaille (Québec Émergent 2006), Socalled et Gatineau (Québec Émergent 2007) ou  Radio Radio et Misteur Valaire (2008-2009) ont été entendus sur ces compilations promotionnelles.
La SOPREF a fermé ses portes en 2009, après avoir soutenu durant 10 ans l'émergence d'une scène locale québécoise vigoureuse et diversifiée.